# Никанор (Каменский)
Архиепископ Никанор (в миру Никифор Тимофеевич Каменский; 1847, Астраханская губерния — 27 ноября 1910) — епископ Русской православной церкви, архиепископ Казанский и Свияжский, богослов, археограф.

## Биография
Родился 25 мая (6 июня) 1847 года в семье дьякона Астраханской епархии в селе Солодники (Черноярский уезд, Астраханская губерния). 
Окончил Астраханское духовное училище и Астраханскую духовную семинарию (1868).
С 3 ноября 1868 по 1870 год — священник храма в селе Бережновке Царевского уезда Астраханской губернии. Был женат, имел сына, но в 1869 году овдовел и поступил в духовную академию. В 1870—1874 гг. учился в Казанской духовной академии, которую окончил со степенью кандидата богословия (1874). В академии был учеником известного православного философа Никанора (Бровковича), который оказал на него значительное влияние — с этим было связано и принятие Никифором Каменским монашеского имени Никанор.
В 1874—1879 гг. — законоучитель Казанской учительской семинарии. Магистр богословия (1879; тема диссертации: «Изображение Мессии в Псалтири»). Доктор богословия (1905) — тема диссертации: «Экзегетико-критическое исследование Послания Святого Апостола Павла к евреям»). Почётный член Казанской духовной академии (1893).
В 1879 году назначен ректором Казанской духовной семинарии с возведением в сан протоиерея. На этом посту уделял основное внимание общеобразовательным предметам, так как полагал, что священник должен обладать широким кругозором.
19 января 1889 года был пострижен в монашество, а 19 февраля того же года был возведён в сан архимандрита.
С 7 марта 1891 года — епископ Чебоксарский, викарий Казанской епархии; 16 апреля 1893 года назначен епископом Архангельским и Холмогорским.
Создал миссионерские общества и переводческую комиссию для издания библейских и богослужебных текстов на ненецком языке. При его участии стали проводиться публичные чтения о предметах веры и христианской нравственности. В епархии по была создана сеть образовательных и благотворительных учреждений — псаломщическая школа, дома трудолюбия и милосердия, богадельни.
Будучи правящим архиереем Архангельской епархии в течение менее чем трёх лет, владыка Никанор, по данным митрополита Мануила, «не щадя ни сил, ни здоровья, пренебрегая дальним расстоянием и невероятными трудностями на пароходах и баркасах, на лошадях и оленях, — совершал трудные путешествия по безграничным тундрам, посещая заброшенные селения инородцев-язычников и старообрядцев, заглядывал в самые глухие уголки, куда не решался проникнуть ни один из его предшественников — всюду благовествуя слово Божие. Его заботами восстановлен из развалин Архангельско-Михайловский монастырь, составлено описание приходов и церквей Архангельской епархии; устроен дом милосердия для престарелого, бедного духовенства».
С 10 февраля 1896 года — епископ Смоленский и Дорогобужский. С 2 января 1899 года — епископ Орловский и Севский. В период служения Орловской епархии занимался просветительной деятельностью, издал под своей редакцией «Описание Орловской епархии средних времён».
28 марта 1902 года назначен епископом Екатеринбургским и Ирбитским.
За недолгое (полтора года) управление Екатеринбургской епархии вместе с одним вогулом (манси) занимался составлением вогульской азбуки и русско-вогульского словаря, лично участвовал в религиозно-нравственных собеседованиях.
С 26 ноября 1903 года — епископ Гродненский и Брестский.
С 9 декабря 1905 года — архиепископ Варшавский и Привисленский.
С 5 апреля 1908 года — архиепископ Казанский и Свияжский.
Будучи в конце жизни правящим архиереем Казанской епархии, проявил себя сторонником православного богослужения на языках народов Поволжья, вызывавшего недовольство со стороны крайне правых сил. Избирался в члены Совета Казанского отдела Русского собрания.

## Учёный и администратор
По данным автора биографий русских архиереев митрополита Мануила (Лемешевского), владыка Никанор — «редкая даровитая натура, оставившая после себя глубокий след, обладавшая даром прокладывать новые пути; пробуждать и оживлять застоявшуюся жизнь, полная кипучей энергии и глубокого жизненного такта».
Основал церковно-археологические комитеты в Смоленске и Гродно и церковно-исторические музеи в Орле и Варшаве. Занимался богословскими и историко-археологическими исследованиями. Будучи протоиереем, совершил паломничество на Восток, после чего издал описание своих путевых впечатлений. Автор как капитальных научных, так и популярных трудов по религиозным вопросам, специалист в области экзегетики, опубликовал многочисленные комментарии к книгам Священного Писания. В 1892 издал исследование о Кизическом монастыре Казанской епархии, основанное на обширном архивном материале. Занимался археографической деятельностью: в 1893 опубликовал грамоты Спасо-Преображенского и Кизического монастырей, а в последний год жизни — синодики Свияжского Успенского и Зилантова монастырей.
Во всех епархиях, которыми он управлял, проявил себя энергичным администратором, талантливым проповедником.

## Звания и награды
Ордена Св. Александра Невского, Св. Владимира 2-й степени, Св. Анны 1-й степени.

## Труды
- Изображение Мессии в Псалтири. Экзегетико-критическое исследование мессианских псалмов, с кратким очерком учения о Мессии до пророка Давида. — Казань, 1879; 2-е изд. — Казань, 1901.
- О святом евангелии и святых евангелистах. — Казань, 1879.
- Современные остатки языческих обрядов и религиозных верований у чуваш. — Казань, 1879.
- Астраханский кафедральный Успенский собор. Описание его и история. — Казань, 1889.
- Общедоступное объяснение первого соборного послания Апостола Иоанна Богослова. — Казань, 1889.
- Объяснение послания Святого Апостола Павла к римлянам. — Казань, 1891.
- Православно-христианско-нравственное богословие. — СПб., 1891; Изд. 2-е. — СПб., 1894.
- Объяснение первого послания Святого Апостола Павла к коринфянам. — Казань, 1892.
- Объяснение православного богослужения. В трёх выпусках. — Казань, 1893.
- Святый Афанасий Великий, архиепископ Александрийский и его избранные творения. — СПб., 1893.
- Святый Василий Великий, архиепископ Кесарии Каппадокийской, его жизнь и избранные творения. — СПб., 1894.
- Беседа о Богоявлении Господнем. — М., 1897.
- Слова, речи и беседы. — Орёл, 1902.
- Церковные чтения. — Екатеринбург, 1902.
- Объяснение книги Деяний Святых Апостолов и Соборных Посланий. — СПб., 1903.
- Объяснение первых семи посланий Святого Апостола Павла — СПб., 1904.
- Объяснение последних семи посланий Святого Апостола Павла. — СПб., 1905.
- Экзегетико-критическое исследование послания Святого Апостола Павла к евреям. — Казань, 1904.
- Воспоминания о святых местах Востока: Константинополь, Афон, Палестина, Египет, Италия. — СПб., 1906.
- Святой царь Давид, псалмы его и псаломские пророчества о Мессии. — Варшава, 1907.
- Собрание сочинений (включая списки орловских и смоленских иерархов). — Казань, 1909.
- Слова, речи и беседы. Вып. 1. — Казань, 1909.
- Сборник статей (с рисунками). — Казань, 1909.
- Святцы и праздники пасхального круга с изображением и песнопениями. — М., 1909.
- Учение о нравственности. — Казань, 1910.
- Черемисы и языческие верования их. — Казань, 1910.
- Необходимость религиозного знания. — Казань, 1910.

## Издания
- Никанор (Каменский) О любви человека к самому себе. 1898 г. (Репринтное издание Православного Свято-Тихоновского Богословского института, 1996 г.)
- Никанор (Каменский) Толковый Апостол. Собрание толкований на Деяния и Послания Апостольские. В 2-х томах. М.: Даръ, 2008.